# اريك ليتش
اريك ليتش (بالإنجليزية: Eric Leach)‏ هو مصور سينمائي أمريكي، ولد في 19 أبريل 1965.